# Glena vesana
Glena vesana là một loài bướm đêm trong họ Geometridae.